# حلوة وكدابة (فلم)
حلوة وكدابة هو فيلم مصري عرض عام 1962، بطولة رشدي أباظة ومها صبري، ومن إخراج حسين فوزي.

## قصة الفيلم
تعمل (منى) الفتاة ذات الصوت الجميل التي تدمن الكذب في المسرح حيث تقوم بعمل بروفات لإحدى المسرحيات، في الوقت الذي تخبر فيه والدتها بأنها تعمل ممرضة، يقع المخرج (ابتهاج) في حب الراقصة سميرة، والتي تحب (ابتهاج) كأخ وتغير من (منى)، تترك منى الفرقة وتلتقي (حمدي)، الذي يزعم بأنه صاحب فرقة الأحلام المسرحية، وتقع في حبه لكنها تخبره بأن اسمها عزيزة مما يوقعها في مشكلات عديدة.

## طاقم التمثيل
- رشدي أباظة
- مها صبري
- نجوى فؤاد
- عبد السلام النابلسي
- حسن فايق
- عبد الخالق صالح
- ناهد سمير
- ماري باي باي
- محمد بدر الدين

## فريق العمل
- إخراج: حسين فوزي
- تأليف: حسين فوزي
- مدير التصوير: كليليو
- إنتاج: المتحدة للسينما (صبحي فرحات)
- توزيع: السينمائيين المتحدين